# Sévérac-d'Aveyron
Sévérac-d'Aveyron è un comune francese del dipartimento dell'Aveyron della regione dell'Occitania.
È stato creato il 1º gennaio 2016 dalla fusione dei preesistenti comuni di Buzeins, Lapanouse, Lavernhe, Recoules-Prévinquières e Sévérac-le-Château.
Il capoluogo è la località di Sévérac-le-Château.